# Rio Kaveri
O rio Kaveri (também transliterado como Cauvery ou Kâverî) (em canarês:  ಕಾವೇರಿ;  em tâmil:  காவிரி), é um longo rio do sul da Índia, banhando os estados de Carnataca e Tâmil Nadu. Nasce nos Gates Ocidentais e deságua no golfo de Bengala. É considerado um dos sete rios sagrados pelos hindus. Drena um bacia com cerca de 72 000 km² a 81 155 km² (conforme as referências).
Nasce em Talakaveri, Gates Ocidentais, estado de Karnataka. O seu curso percorre em geral a direção sul e leste, por Carnataca e Tâmil Nadu. Depois de abandonar as colinas de Kodagu, flui pelo planalto do Decão. Tem três ilhas: Srirangapatna e Shivanasamudra em Karnataka e Srirangam em Tâmil Nadu. Após atravessar o Decão, pelas terras baixas do sudeste, deságua no golfo de Bengala.
A bacia do Kaveri é estimada em 81 155 km², sendo 43 867 km² em Tâmil Nadu; 34 273 km² em Karnataka; 2866 km² em Kerala e somente 149 em Pondicherry.
O rio tem muitos afluentes, sendo os mais importantes os rios Shimsa, Hemavathi (245 km), Arkavathi (193 km), Kapila, Honnuhole, Lakshmana Tirtha, Kabini, Bhavani (217 km), Lokapavani, Noyyal (180 km) e o Amaravati (175 km).
Banha cidades como Erode, Tiruchirappalli, Thanjavur e Kumbakonam.
O rio permitiu a agricultura na região durante séculos, irrigando os campos, e tem servido como sangue vital tanto para os reinos antigos como para as cidades modernas do sul da Índia. É também explorado para produção de energia hidroelétrica.
Os devotos hindus chamam ao rio Kaveri Dakshina Ganga, o Ganges do sul, e todo o seu curso é considerado sagrado. Segundo a lenda, perto do rio nasceu Vishnumaya ou Lopamudra, filha de Brahma, mas o seu progenitor divino permitiu-lhe ser considerada como filha de um mortal chamado Kavera-muni. Para obter a santidade para o seu padre adotivo, ela resolveu converter-se em rio, cujas águas deveriam purificar todos os pecados.

## Ligações externas

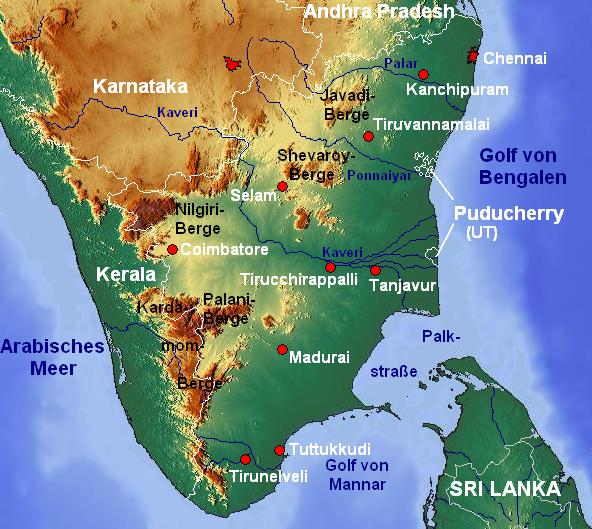
Mapa do sul da Índia mostrando o percurso do rio Kaveri